# Xenarescus
Xenarescus là một chi bọ cánh cứng trong họ Chrysomelidae.
Chi này được miêu tả khoa học năm 1905 bởi Weise.

## Các loài
Chi này gồm các loài:
- Xenarescus monoceros (Olivier, 1808)